# Ernest Létang
Pour les articles homonymes, voir Létang.
Pierre Ernest Létang, né à Paris (ancien 6e arrondissement) le 26 août 1837 et mort à Paris (16e arrondissement) le 2 décembre 1906, est un organiste et compositeur français.

## Biographie
Pierre Ernest Létang est le fils de Lazare Létang, menuisier, et d'Anne-Claude (ou Anne-Claudine) Aucher, demeurant rue Chapon à Paris. Domicilié à Boulogne-Billancourt, Ernest s'y marie en 1859. En 1857, souffrant de plusieurs infirmités, il est exempté de ses obligations militaires.
En 1865, il dirige à Nanterre la chorale des Arts et métiers et co-préside une association musicale.
Il est élève à l'École Niedermeyer en 1872 ; il obtient le 2e accessit de solfège.
Le 15 février 1898, il est nommé officier de l'Instruction publique.
Ernest Létang meurt à son domicile parisien de l'Avenue Victor-Hugo le 2 décembre 1906 à 69 ans.
Il est inhumé au cimetière parisien de Bagneux le 5 décembre suivant.

## Œuvre
On lui doit une cinquantaine de créations qui comprennent des fantaisies pour piano, des musiques de scènes, des danses et de nombreuses musiques de chansons sur des paroles, entre autres, de Francis Tourte, René de Saint-Prest, Eugène Hugot , etc.
- La Tarentule, opérette en 1 acte, livret d'Eugène Hugot, créée à L'Eldorado de Paris le 22 août 1869.
- Le Nabab de Kachmyr, vaudeville en 1 acte, livret d'Eugène Hugot, créée à L'Eldorado de Paris le 23 décembre 1869.